# Lophotis
Lophotis is een geslacht van vogels uit de familie trappen (Otididae). 

## Kenmerken
Het zijn drie sterk op elkaar gelijkende soorten kuiftrappen die allemaal een zwarte buik en een blauwgrijze hals hebben. De sahelkuiftrap is de kleinste, die is 42 cm lang, de beide andere soorten zijn gemiddeld 50 cm lang. 

## Verspreiding en leefgebied
Ze komen voor in onderling niet overlappende gebieden in Sub-Saharisch Afrika.

## Soorten
Het geslacht kent de volgende soorten:
- Lophotis gindiana – Ethiopische kuiftrap
- Lophotis ruficrista – Zuid-Afrikaanse kuiftrap
- Lophotis savilei – Sahelkuiftrap